# Belcești (okręg Vaslui)
Belcești – wieś w Rumunii, w okręgu Vaslui, w gminie Pogonești. W 2011 roku liczyła 135 mieszkańców.